# Isola Chlebnyj
L'isola Chlebnyj (in russo Остров Хлебный, ostrov Chlebnyj, in italiano "isola del grano, fertile") è un'isola russa che fa parte dell'arcipelago di Severnaja Zemlja ed è bagnata dal mare di Kara.
Amministrativamente fa parte del distretto di Tajmyr del Territorio di Krasnojarsk, nel Distretto Federale Siberiano.

## Geografia
L'isola è situata 4,5 km a sud della costa sud-orientale dell'isola della Rivoluzione d'Ottobre e a est del capo di Sverdlov (мыс Свердлова, mys Sverdlova).
Ha una forma allungata in direzione nord-sud, con una lunghezza massima di 700 m e una larghezza di circa 300 m. L'altezza massima è di 30 m s.l.m. nella parte centrale, nei pressi della quale si trova un punto di triangolazione geodetica.

## Isole adiacenti
- Isola di Sverdlov (остров Свердлова, ostrov Sverdlova), 1,3 km a nord-ovest.
- Isola Nezametnyj (остров Незаметный, ostrov Nezametnyj), 3,7 km a nord-nord-ovest.
- Isola Chitryj (остров Хитрый, ostrov Chitryj), a sud-ovest.
- Isola Korga (остров Корга, ostrov Korga), a sud.